# 鬼城 (瑪丹娜歌曲)
〈鬼城〉是美國女歌手瑪丹娜第13張錄音室專輯《心叛逆》的歌曲，它於2015年3月13日作為專輯的第二首單曲向電台發布。它由瑪丹娜、傑森·維根、埃文·博加特和肖恩·道格拉斯創作，並由瑪丹娜、Billboard和維根製作。在聽了道格拉斯以前的作品後，瑪丹娜要求與他一起錄音。他們與其他詞曲作者一起，三天內寫出了〈鬼城〉。這首歌的靈感來自於大決戰後被摧毀的城市的意象，以及倖存者如何繼續他們的生活，愛是他們唯一可以堅持的東西。在音樂上，〈鬼城〉是一首令人振奮的流行音樂、電子流行音樂和電子民謠，在其樂器配置中採用了風琴和鼓。
〈鬼城〉於2014年12月作為專輯預購的一部分發佈到iTunes商店，以回應駭客洩露《心叛逆》的歌曲。這首歌得到了樂評人的積極回應，他們讚揚了瑪丹娜的唱腔、歌詞和製作；他們還將其與瑪丹娜早期的民謠進行了比較。在美國，這首歌成為她在成人現代音樂排行榜上的第36首作品，也是她在熱舞俱樂部歌曲排行榜上的第45首歌曲，超過了鄉村歌手喬治·史崔特，成為在單一公告牌排行榜上獲得第一名最多的藝術家。國際上，〈鬼城〉在匈牙利和意大利達到了前20名，在芬蘭和瑞典的數字榜上也達到了前20名，並被意大利音樂工業聯合會（FIMI）認證為白金唱片。